# El loco Carioco
El loco Carioco es una serie de historietas creada por Carlos Conti en 1949 para la revista Pulgarcito, y protagonizada por el personaje homónimo.

## Trayectoria editorial
Su primera aparición tiene lugar en el número 112 de Pulgarcito;
A partir de 1951 se publicaría también en otras revistas, como Super Pulgarcito y El DDT.

## Argumento
Carioco, el protagonista de la serie, es un loco con residencia habitual en el manicomio, del que se escapa frecuentemente para correr estrafalarias aventuras. En su apariencia física destaca sobre todo su mata de pelo, con una obstinada tendencia a erizarse. Suele vestir traje y corbata. La locura de Carioco es más bien amable: ayuda frecuentemente a los demás, especialmente a las damiselas desamparadas; tiene rasgos excéntricos como pescar con escopeta o cazar con caña; y muestra un sorprendente sentido del humor.
Carioco carece de familia y de amigos. En la serie apenas los únicos personajes secundarios fijos son el director del manicomio y el psicoanalista de Carioco.